# Boril av Bulgarien
Boril av Bulgarien, död 1218, var Bulgariens regent från 1207 till 1218.